# Куртепе
Куртепе (Куртепэ, Курт-Тепе, болг. Курт тепе — «Волчья гора» или «Волчья могила») — возвышенность в Болгарии в 6 км южнее Варны. Северная вершина  высотой 226,2 м, южная — 219,2 м над уровнем моря. Административно относится к общине Варна Варненской области. С 1973 года место сражения при Куртепе является историческим памятником культуры национального значения.
Возвышенность пересекает дорога, начинающаяся от республиканской дороги I-9, главной дороги Восточной Болгарии, южнее Звездицы, в 8 км от Варны и ведущая в варненские кварталы Галата и Аспарухово.

## Сражение при Куртепе

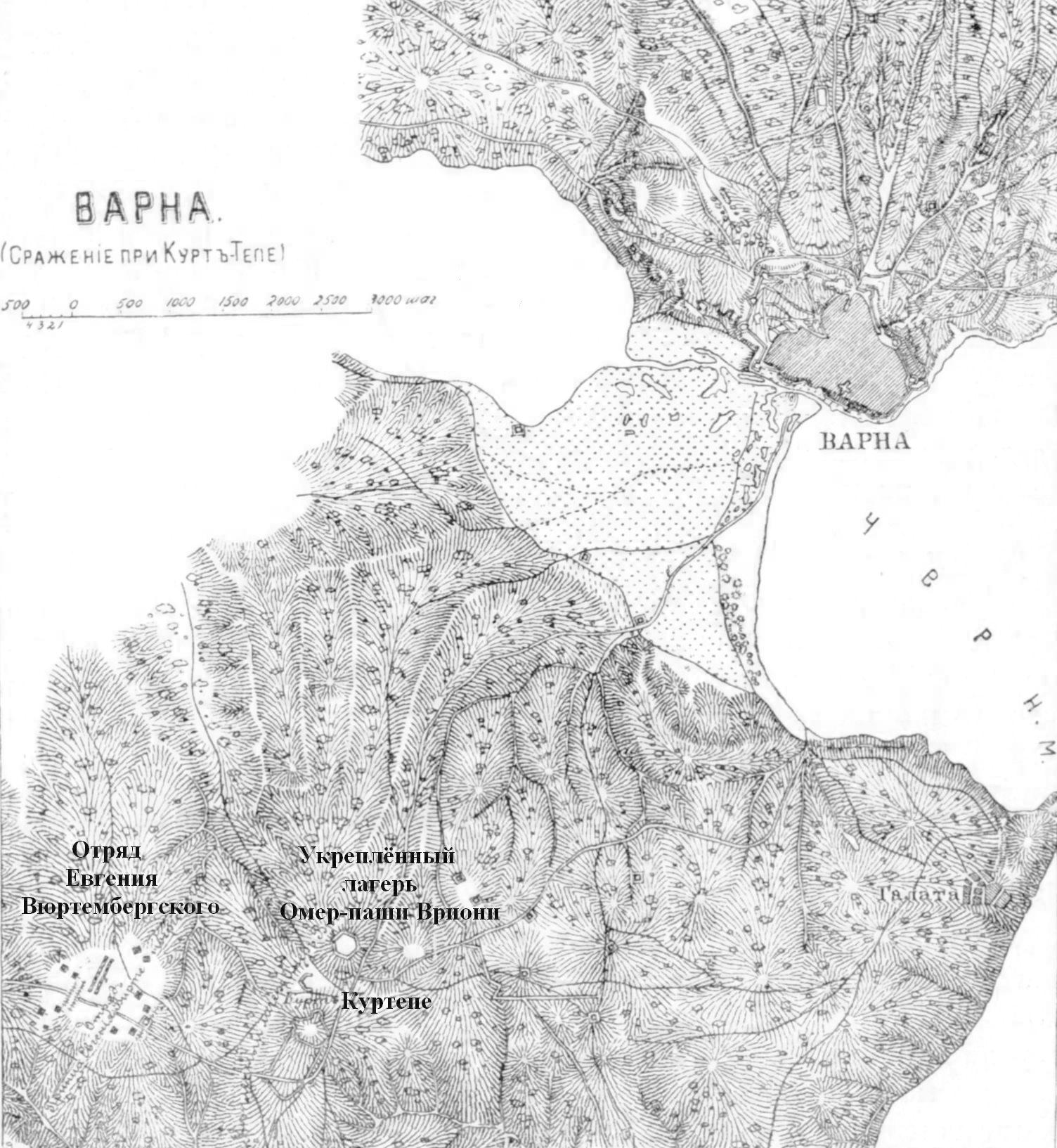
Сражение при Куртепе

В ходе русско-турецкой войны (1828—1829) осенью 1828 года русские войска осадили Варну. С юга для освобождения крепости турки направили корпус Омер-паши Вриони. 13 сентября корпус пересёк реку Камчия. 14 сентября Омер-паша занял позицию на горе Куртепе, в 2 км от отряда генерала Головина, и стал укрепляться. Получил от верховного визиря подкрепления и численность корпуса достигла до 25—30 тыс. человек при 16 орудиях. 16 сентября предпринял атаку на отряд Бистрома на мысе Галата, поддержанную гарнизоном Варны. 
18 сентября принц Евгений Вюртембергский начал наступление двумя колоннами общей численностью 8476 человек. Одна колонна из 10 эскадронов под командованием принца Вюртембергского наступала от Мимисофляра (Приселци), вторая под командованием Николая Сухозанета (10 батальонов, 4 эскадрона и 42 орудия) от Гаджи-Гасан-Лара (Бенковски). В 10 часов колонны соединились у турецкого укрепления в седловине, которое заняли без потерь. Турки начали атаку, в ходе контратаки русские войска проникли в укреплённый турецкий лагерь, но были выбиты оттуда. К вечеру отряд принца Вюртембергского отступил к Гаджи-Гасан-Лару. Войска Бистрома не поддержали действия принца Вюртембергского.
Операция русских войск среди лесистой, гористой и сильно пересечённой местности окончилась неудачей. Кровопролитный бой стоил русским до 1400 человек убитыми. Принц Вюртембергский был ранен. Отряд Бистрома, атаковавший в тот же день позиции турок, потерял 500 человек. Прусский граф Мольтке писал:
Атака на Куртепе является одним из самых блестящих дел похода 1828 года; хотя предположенное нападение и не увенчалось успехом, но храбрость русских войск произвела на турок столь сильное впечатление, что последствия этого боя существенным образом повлияли на исход кампании.
Бой у Куртепе заставил Омер-пашу отказаться от мысли прорваться в Варну и удержал его на месте до конца осады. 29 сентября крепость сдалась и Омер-паша отступил, преследуемый русскими войсками.